# Per Røntved
Per Røntved (Frederiksberg, 27 gennaio 1949 – 16 maggio 2023) è stato un calciatore danese, di ruolo difensore.

## Carriera e riconoscimenti
Fu nominato calciatore danese dell'anno nel 1972. In seguito è stato ammesso nella Hall of fame del calcio danese.